# Chemin (Jura)
Chemin és un municipi francès situat al departament del Jura i a la regió de Borgonya - Franc Comtat. L'any 2007 tenia 362 habitants.

## Demografia

### Població
El 2007 la població de fet de Chemin era de 362 persones. Hi havia 146 famílies de les quals 36 eren unipersonals (20 homes vivint sols i 16 dones vivint soles), 53 parelles sense fills, 49 parelles amb fills i 8 famílies monoparentals amb fills.
La població ha evolucionat segons el següent gràfic:
Habitants censats

### Habitatges
El 2007 hi havia 156 habitatges, 146 eren l'habitatge principal de la família i 10 estaven desocupats. 143 eren cases i 12 eren apartaments. Dels 146 habitatges principals, 123 estaven ocupats pels seus propietaris i 22 estaven llogats i ocupats pels llogaters; 1 tenia una cambra, 4 en tenien dues, 23 en tenien tres, 49 en tenien quatre i 69 en tenien cinc o més. 111 habitatges disposaven pel capbaix d'una plaça de pàrquing. A 70 habitatges hi havia un automòbil i a 65 n'hi havia dos o més.

### Piràmide de població
La piràmide de població per edats i sexe el 2009 era:
| Homes | Edats   | Dones |
| ----- | ------- | ----- |
| 0     | 95 o +  | 0     |
| 0     | 90 a 94 | 0     |
| 0     | 85 a 89 | 4     |
| 8     | 80 a 84 | 4     |
| 4     | 75 a 79 | 4     |
| 8     | 70 a 74 | 4     |
| 8     | 65 a 69 | 8     |
| 8     | 60 a 64 | 8     |
| 4     | 55 a 59 | 8     |
| 16    | 50 a 54 | 8     |
| 16    | 45 a 49 | 16    |
| 16    | 40 a 44 | 16    |
| 16    | 35 a 39 | 12    |
| 8     | 30 a 34 | 16    |
| 4     | 25 a 29 | 16    |
| 16    | 20 a 24 | 24    |
| 24    | 15 a 19 | 20    |
| 12    | 10 a 14 | 28    |
| 4     | 5 a 9   | 16    |
| 28    | 0 a 4   | 12    |

## Economia
El 2007 la població en edat de treballar era de 222 persones, 159 eren actives i 63 eren inactives. De les 159 persones actives 141 estaven ocupades (83 homes i 58 dones) i 18 estaven aturades (6 homes i 12 dones). De les 63 persones inactives 23 estaven jubilades, 14 estaven estudiant i 26 estaven classificades com a «altres inactius».

### Ingressos
El 2009 a Chemin hi havia 142 unitats fiscals que integraven 347,5 persones, la mediana anual d'ingressos fiscals per persona era de 16.314 €.

### Activitats econòmiques
Dels 13 establiments que hi havia el 2007, 1 era d'una empresa extractiva, 1 d'una empresa alimentària, 1 d'una empresa de fabricació d'altres productes industrials, 3 d'empreses de construcció, 2 d'empreses de comerç i reparació d'automòbils, 1 d'una empresa de transport, 1 d'una empresa d'hostatgeria i restauració, 2 d'empreses de serveis i 1 d'una empresa classificada com a «altres activitats de serveis».
Dels 5 establiments de servei als particulars que hi havia el 2009, 1 era un taller de reparació d'automòbils i de material agrícola, 1 fusteria, 2 electricistes i 1 restaurant.
Dels 2 establiments comercials que hi havia el 2009, 1 era una fleca i 1 una joieria.
L'any 2000 a Chemin hi havia 16 explotacions agrícoles que ocupaven un total de 948 hectàrees.

## Equipaments sanitaris i escolars
El 2009 hi havia una escola elemental integrada dins d'un grup escolar amb les comunes properes formant una escola dispersa.

## Poblacions més properes
El següent diagrama mostra les poblacions més properes.